# 샌디 마틴

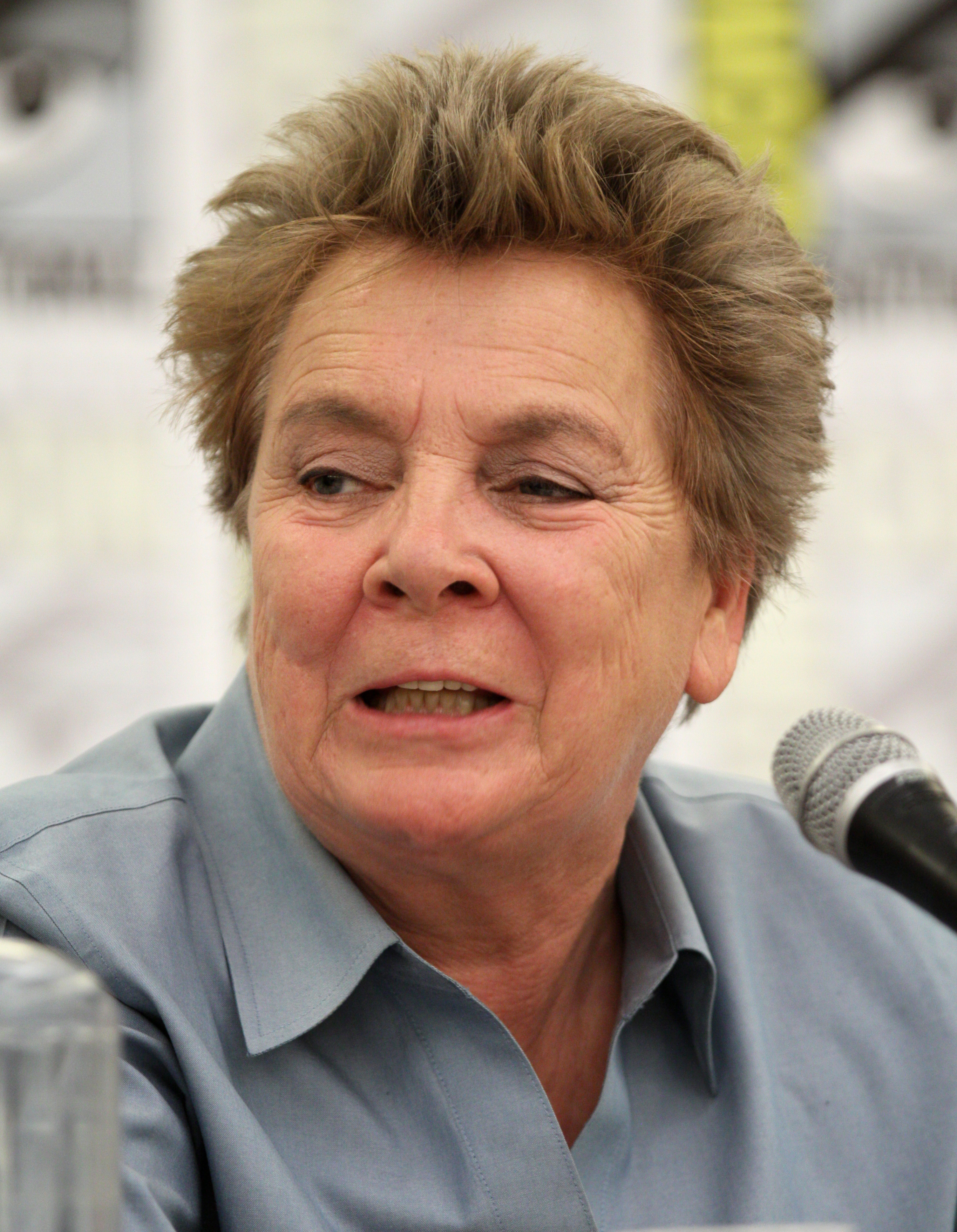

샌디 마틴(Sandy Martin, 1949년 3월 3일 ~ )는 미국의 배우, 영화 제작자, 무대 연출가이다.
뉴욕에서 태어났다.

## 출연 작품
- 쓰리 빌보드 (2017) - 딕슨 엄마 역
- 마이 일레븐스 (2014년)
- 애스 백워즈 (2013, Ass Backwards)
- 선셋 스토리스 (2012년)
- 세븐 싸이코패스 (2012) - 토미의 엄마 역
- Beneath the Dark (2010)
- 마이 수어사이드 (2009년)
- 파라솜니아 (2008)
- 로어 러닝 (2008년)
- 말리와 나 (2008)
- 아담과 스티브 (2005)
- 나폴레옹 다이너마이트 (2004) - 할머니 역
- 조브레이커 (1999)
- 크리펜도프 종족 (1998년)
- 성도착증 여자 (1996년)
- 서스피션 (1995)
- 스피드 (1994)
- 게티스버그 (1993)
- 차이나 문 (1994)
- The Gambler, Part III: The Legend Continues (1987)
- 술고래 (1987)
- Extremities (1986)
- 21세기 두뇌 게임 (1985)
- 사랑의 선물 (1978, The Gift of Love)

### 텔레비전
- ER (1996, 2001)
- CSI: 과학수사대 (2001, 2007)
- ASTRO BOY 철완 아톰 (2003, アストロボーイ・鉄腕アトム) - 영어 더빙
- 필라델피아는 언제나 맑음 (2006-현재)
- 빅 러브 (2007-11)
- 더 영 앤 더 레스트리스 (2009)
- 더블 타겟 (2018)
- 레이 도노반 (2018-19)